# Jacobus Barbireau
Jacobus Barbireau, també Jacques o Jacob; també Barbirianus (Anvers, 1455 – idm. 7 d'agost de 1491) fou un compositor belga del Renaixement.
Fou mestre de capella de Nostra Senyora d'Anvers des de 1488 fins a la seva mort el 1491, càrrec en el que el substituí Jacob Obrecht. Durant el seu temps el personal artístic d'aquella capella s'elevà de 38 persones a 70, figurant en ella artistes de la vàlua de H. Bredoniers, Jacob Godebrie, anomenat Jacotise, Ockeghem i altres. Alexander Agricola i Tinctoris el citen com autoritat indiscutible en el seu art.
Se li deuen les cançons Ein frölie wesen, publicada en la col·lecció Trium vocum carmina a diversis musicis composita (Nuremberg, 1538), i Der pfoben Swancz, en els annexes dels Monatshefte für Musik-geschichte (any VII).
En diverses Biblioteques s'hi guarden manuscrits de Barbireau; a Dijon tres cançons a tres veus; en la Casatenense de Roma altres dues cançons, i a Viena, una missa a quatre veus (Faulx perverse), una altra a cinc veus (Virgo parens), el Kirie i Christe d'una altra missa i el Kirie d'una altra de Pasqua, a quatre veus.